# Suíte Liberdade
Suíte Liberdade é uma composição sinfônica do músico e compositor luso-brasileiro Elian Bittencourt, dedicada à Revolução de 25 de Abril de 1974 também conhecida como Revolução dos Cravos, que ocorreu em Portugal no dia 25 de abril de 1974. A obra estreou mundialmente no dia 06 de abril de 2024, em concerto realizado pela Orquestra Filarmónica de Braga, na cidade de Braga (Portugal) sob regência do maestro Filipe Cunha como uma forma de de reverenciar os 50 anos da revolução dos cravos, relembrada todos os anos nas ruas de Portugal.  
A suíte é composta por três movimentos, cada um retratando simbolicamente uma fase do processo revolucionário que pôs fim a décadas de ditadura em Portugal e deu início à democracia. O primeiro movimento, chamado de "O Preço da Liberdade" é marcado por um ritmo intenso e acelerado, simbolizando a revolta popular contra o regime autoritário do Estado Novo (Portugal), então liderado por Marcello Caetano. O movimento utiliza escalas ascendentes e descendentes para representar o vai e vem da população nas ruas, evocando a tensão e a energia dos momentos de confronto e resistência que antecederam a queda do regime. É uma representação sonora da coragem coletiva que marcou o início da revolução. 
"Canção da Liberdade" é o segundo movimento e assume um tom melancólico e profundamente emotivo. Com melodias suaves e introspectivas, retrata a dor das famílias separadas, os presos políticos e os exilados que sofreram perseguições por se oporem ao regime. A música expressa o sofrimento humano que acompanhou a luta pela liberdade, trazendo à tona o lado trágico da repressão e da resistência. 
O terceiro e último movimento, por sua vez, chama-se Glory pois retrata uma celebração dramática da vitória pacífica da Revolução dos Cravos. Apesar da expectativa de confronto armado, os soldados, preparados para a guerra, foram surpreendidos pela ação pacífica do povo, que colocou cravos nos canos das espingardas como símbolo de paz. Esse gesto icônico transformou a revolução em um dos movimentos de transição democrática mais singulares do século XX. A música evolui de uma atmosfera de tensão para uma celebração gloriosa, com temas triunfantes que exaltam a liberdade conquistada sem derramamento de sangue.
A Suíte Liberdade é uma homenagem musical ao espírito democrático e à luta pacífica do povo português, eternizando em música a memória do 25 de Abril.
Fontes:
https://correiodominho.pt/noticias/orquestra-filarmonica-de-braga-apresenta-suite-da-liberdade-dedicada-ao-25-de-abril/151701
https://bragatv.pt/orquestra-filarmonica-de-braga-da-concerto-no-dia-6-de-abril-com-entrada-livre/
https://open.spotify.com/intl-pt/album/3wq0PPGy6ghUsaWgJ0eqlK?autoplay=true